# Регіон
Регіо́н (лат. regio — царина, царство) — в давнину земля, край, князівство тощо, сьогодні — велика територіальна одиниця. У фізичній географії — узагальнена назва одиниць фізико-географічного районування будь-якого таксономічного рангу, в історіографії — історико-географічний регіон, в економії відповідником є економічний район. Виділяють також географічну теорію регіонального розвитку.

## Походження слова
Слово походить від лат. regio, що означає країна, область.
Історично, Region — назва міста, заснованого греками в південній Італії і відомого як італ. Regio за часів Римської імперії. Зараз він називається Реджо-ді-Калабрія.

## Характеристика
Регіон — велика індивідуальна територіальна одиниця (наприклад, природна, економічна, політична тощо), дещо відмінна від чинного політичного або адміністративного поділу. Також під регіоном іноді розуміють певну територію, що відрізняється від інших територій за низкою ознак і що володіє деякою цілісністю, взаємозв'язаністю складових її елементів. Регіональний — що належить до якої-небудь певної території (району, області, країни, групи країн).
Багато країн використовують його як термін для позначення територіальних ділень держави (наприклад, Франція).
Стосовно України термін найчастіше використовується для позначення територій з кількох адміністративних областей: Південний регіон, Східний регіон, Західний регіон.

## За країною
- Регіони Англії
- Регіони Данії
- Регіони Ісландії
- Регіони Італії
- Регіони Литви
- Регіони Мальти
- Регіони Нової Зеландії
- Регіони Перу
- Регіони Північної Македонії
- Регіони Португалії
- Регіони Сербії
- Регіони Франції
- Регіони Чилі
- Регіони Угорщини
- Регіони України
- Регіони Японії